# Бобу (Горж)
Бобу (рум. Bobu) — село у повіті Горж в Румунії. Входить до складу комуни Скоарца.
Село розташоване на відстані 214 км на захід від Бухареста, 18 км на схід від Тиргу-Жіу, 82 км на північ від Крайови.

## Населення
За даними перепису населення 2002 року у селі проживали 798 осіб, усі — румуни. Усі жителі села рідною мовою назвали румунську.